# Perry (Géorgie)
Pour les articles homonymes, voir Perry.
La ville américaine de Perry est le siège du comté de Houston, dans l’État de Géorgie. Lors du recensement de 2000, sa population s’élevait à 9 600 habitants.

## Source
- (en) Cet article est partiellement ou en totalité issu de l’article de Wikipédia en anglais intitulé « Perry, Georgia » (voir la liste des auteurs).

## Démographie
| 1870 | 1880 | 1890 | 1900 | 1910 | 1920 |
| ---- | ---- | ---- | ---- | ---- | ---- |
| 836  | 929  | 665  | 650  | 649  | 678  |

| 1930  | 1940  | 1950  | 1960  | 1970  | 1980  |
| ----- | ----- | ----- | ----- | ----- | ----- |
| 1 398 | 1 542 | 3 849 | 6 032 | 7 771 | 9 453 |

| 1990  | 2000  | 2010   | - | - | - |
| ----- | ----- | ------ | - | - | - |
| 9 452 | 9 602 | 13 839 | - | - | - |